# Xã Cheney's Grove, Quận McLean, Illinois
Xã Cheney's Grove (tiếng Anh: Cheney's Grove Township) là một xã thuộc quận McLean, tiểu bang Illinois, Hoa Kỳ. Năm 2010, dân số của xã này là 997 người.